# Brookeborough
Brookeborough är en ort i Storbritannien.   Den ligger i riksdelen Nordirland, i den västra delen av landet, 600 km nordväst om huvudstaden London. Brookeborough ligger 104 meter över havet och antalet invånare är 517.
Terrängen runt Brookeborough är huvudsakligen platt, men österut är den kuperad. Runt Brookeborough är det ganska glesbefolkat, med 22 invånare per kvadratkilometer. Närmaste större samhälle är Enniskillen, 16,0 km väster om Brookeborough. Trakten runt Brookeborough består i huvudsak av gräsmarker.